# Malapterurus shirensis
Malapterurus shirensis är en fiskart som beskrevs av Roberts 2000. Malapterurus shirensis ingår i släktet Malapterurus och familjen Malapteruridae. IUCN kategoriserar arten globalt som livskraftig. Inga underarter finns listade i Catalogue of Life.